# Stenopogon coxalis
Stenopogon coxalis là một loài ruồi trong họ Asilidae. Stenopogon coxalis được Becker miêu tả năm 1922.